# Hillman Wizard
La Wizard è un'autovettura di fascia medio-alta prodotta dalla Hillman dal 1932 al 1933.
Era offerta in due versioni, " Wizard 65" e " Wizard 75". Erano entrambe dotate di un motore a sei cilindri in linea, ma mentre la prima versione citata possedeva un propulsore da 2.110 cm³ di cilindrata, la seconda aveva installato un'unità motrice da 2.810 cm³. La testata era separabile, mentre l'accensione era a magnete. Le valvole erano laterali, e la trazione era posteriore. Il cambio era a quattro rapporti, mentre le sospensioni erano a balestra semiellittica sia all'avantreno che al retrotreno. Erano installati degli ammortizzatori idraulici.
La Wizard era disponibile in versione berlina, torpedo, coupé, limousine e landaulet.